# Tình dục không xâm nhập
Tình dục không xâm nhập chỉ những hành vi kích thích tình dục lẫn nhau mà không quan hệ tình dục đường âm đạo, đường hậu môn hay đường miệng. Thủ dâm hay tự sướng lẫn nhau là một dạng tình dục không thâm nhập. Một vài hành vi tình dục không xâm nhập là an toàn nếu không có sự tiếp xúc của các dịch cơ thể.

## Các dạng của tình dục không thâm nhập
Sau đây là một số ví dụ của tình dục không thâm nhập:
- Đưa dương vật vào nách bạn tình.[3][4]
- Mát-xa (xoa bóp) với dầu bôi trơn thân thể ở các vùng nhạy cảm.
- Cho ngón tay vào âm đạo hoặc hậu môn.
- Dùng tay kích thích dương vật.
- Kích thích bộ phận sinh dục bằng bàn chân.
- Đưa dương vật vào giữa hai đùi kẹp lại của bạn tình.
- Đưa dương vật vào khe trên mông bạn tình.
- Đưa dương vật vào khe giữa hai vú của bạn tình nữ, còn được gọi là tư thế làm tình mammal.
- Dùng miệng, lưỡi để kích thích núm vú hoặc âm vật, âm đạo.
- Tribadism hay làm tình kiểu cây kéo, cọ xát hai âm hộ vào nhau.
- Nam và nữ đứng ôm chặt nhau, ép bộ phận sinh dục vào nhau (hoặc ôm thật sát nhau nhảy slow, hít, ngửi mùi thơm cơ thể của nhau).
- Dùng mùi thơm cơ thể hoặc nước hoa để kích thích bằng cách đứng sát vào nhau.
- Dùng lời nói, biểu cảm, cử chỉ để kích thích ham muốn tình dục lẫn nhau.
- Dùng dụng cụ mơn trớn nhẹ nhàng lên bộ phận nhạy cảm trên cơ thể, sờ vào tai, miệng, cổ...
- Làm tình ảo, hai người ở xa nhau kích thích nhau nhờ sự trợ giúp của công nghệ.

Một số hoạt động BDSM không bao gồm quan hệ đường âm đạo, hậu môn hay miệng nhưng cũng không được coi là tình dục không thâm nhập vì chúng không được coi là làm tình.

### Thủ dâm lẫn nhau

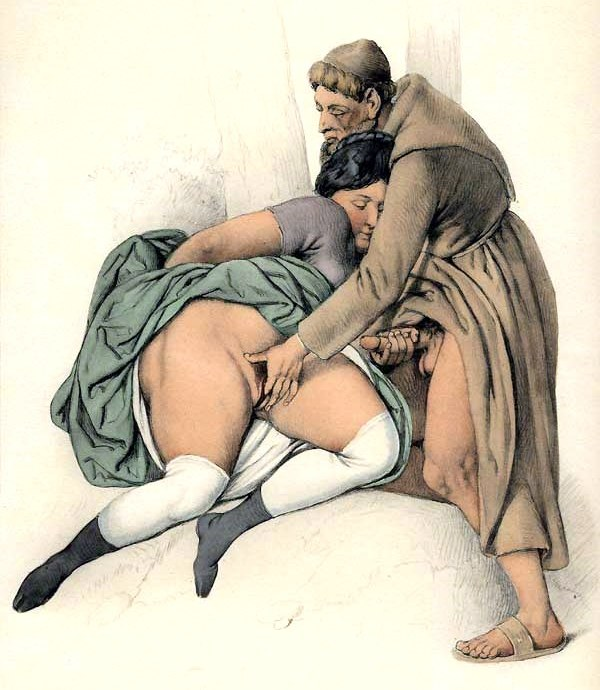
Tranh màu nước của Johann Nepomuk Geiger, 1840.

Thủ dâm lẫn nhau là một hành vi tình dục trong đó hai hoặc nhiều người kích thích lẫn nhau bằng tay hoặc dụng cụ và là một dạng tình dục không thâm nhập.
Thủ dâm lẫn nhau có thể được tiến hành trong những điều kiện mà những người tham gia không muốn hoặc không có khả năng thực hiện hành vi tình dục trọn vẹn nhưng vẫn có ham muốn tình dục lẫn nhau. Nó còn có thể là một phần của quá trình quan hệ tình dục với mục đích kích thích tình dục hoặc bổ trợ cho hành động giao hợp. Đối với nhiều người, hành động này được xem là hành vi tình dục tối ưu bởi nó giúp cho những người tham gia tiếp xúc và quan sát lẫn nhau. Nếu được dùng thay cho hành động giao hợp, mục đích thường là để tránh gây rách màng trinh hoặc tránh thai.
Những kĩ thuật thủ dâm lẫn nhau tương tự như kĩ thuật thủ dâm thông thường, chỉ khác ở chỗ có thêm người tham gia. Thủ dâm lẫn nhau có thể được tiến hành theo nhiều hướng, ví dụ như hai người cùng thủ dâm trong phòng mà không tiếp xúc lẫn nhau hoặc một nhóm người thủ dâm cho nhau.
Các thiên hướng tình dục khác nhau đều có thể có thủ dâm lẫn nhau. Thủ dâm lẫn nhau vẫn có thể thỏa mãn tình dục mà không cần quan hệ.
Thủ dâm lẫn nhau có thể dẫn đến hoặc không dẫn đến cực khoái. Nếu không có sự tiếp xúc dịch thể trực tiếp, thủ dâm là một dạng tình dục an toàn và giảm nguy cơ lây nhiễm các bệnh đường tình dục. Do đó, các tổ chức tình dục an toàn khuyến khích những người đồng tính nam thực hiện cách làm tình này thay vì làm tình đường miệng hoặc hậu môn khi đại dịch AIDS bùng nổ những năm 1980.

### Frottage
Frottage hay giao hợp khô (dry humping) là hành động tình dục nhằm đạt khoái cảm với một hay nhiều bạn tình có cởi bỏ quần áo hoặc không cởi bỏ quần áo mà không cần quan hệ âm đạo, hậu môn hay đường miệng. Hành động này có thể bao gồm hầu hết các bộ phận của cơ thể bao gồm mông, ngực, bụng, đùi, bàn chân, chân và bộ phận sinh dục. Frottage có thể bao gồm cọ xát bộ phận sinh dục với nhau và hầu hết các dạng frottage khác đều là tình dục không thâm nhập.
Có những thuật ngữ tiếng Anh dễ nhầm lẫn với nhau như:
- Frottage chỉ hành vi tình dục bao gồm sự cọ xát, là hành vi được mô tả trong phần này.
- Frotteurism có tên tiếng Việt là loạn dục cọ xát, thuật ngữ này dùng để mô tả hành vi quấy rối bằng cách frottage hoặc frottage không có sự hỗ trợ từ đối phương chẳng hạn như cọ xát bộ phận tình dục vào người lạ trong một đám đông trên tàu điện ngầm. Đây là một dạng lệch lạc tình dục.
- Frot chỉ việc cọ xát bộ phận sinh dục của hai người đàn ông, còn gọi là đấu kiếm. Vài người lầm tưởng rằng frot là từ viết tắt của frottage.

Frottage có thể giúp cho những người đã có vợ hoặc chồng nhưng đang muốn ngoại tình với người khác nhưng không muốn quan hệ tình dục thâm nhập (hoặc những người vì những lý do đặc biệt khác) có thể phần nào thỏa mãn được tình cảm và nhu cầu tình dục ngoài vợ, chồng của mình mà không bị mặc cảm tội lỗi vì không quan hệ tình dục trực tiếp (cho dương vật vào âm đạo và xuất tinh). Bức tranh màu nước của Johann Nepomuk Geiger, 1840 cho thấy 1 nam lớn tuổi và 1 nữ trẻ tuổi hơn rất nhiều đang thỏa mãn tình dục cho nhau theo kiểu Frottage và vẻ mặt của họ toát lên sự dâng hiến đầy thỏa mãn, mặc dù không quan hệ tình dục thâm nhập.
Chikan (痴漢, チカン, hay ちかん, âm Hán Việt: si hán) là một thuật ngữ tiếng Nhật để chỉ frotteurism hoặc ai đó thừa nhận hành động này của mình.